# Neuenhäuser Kirchhof

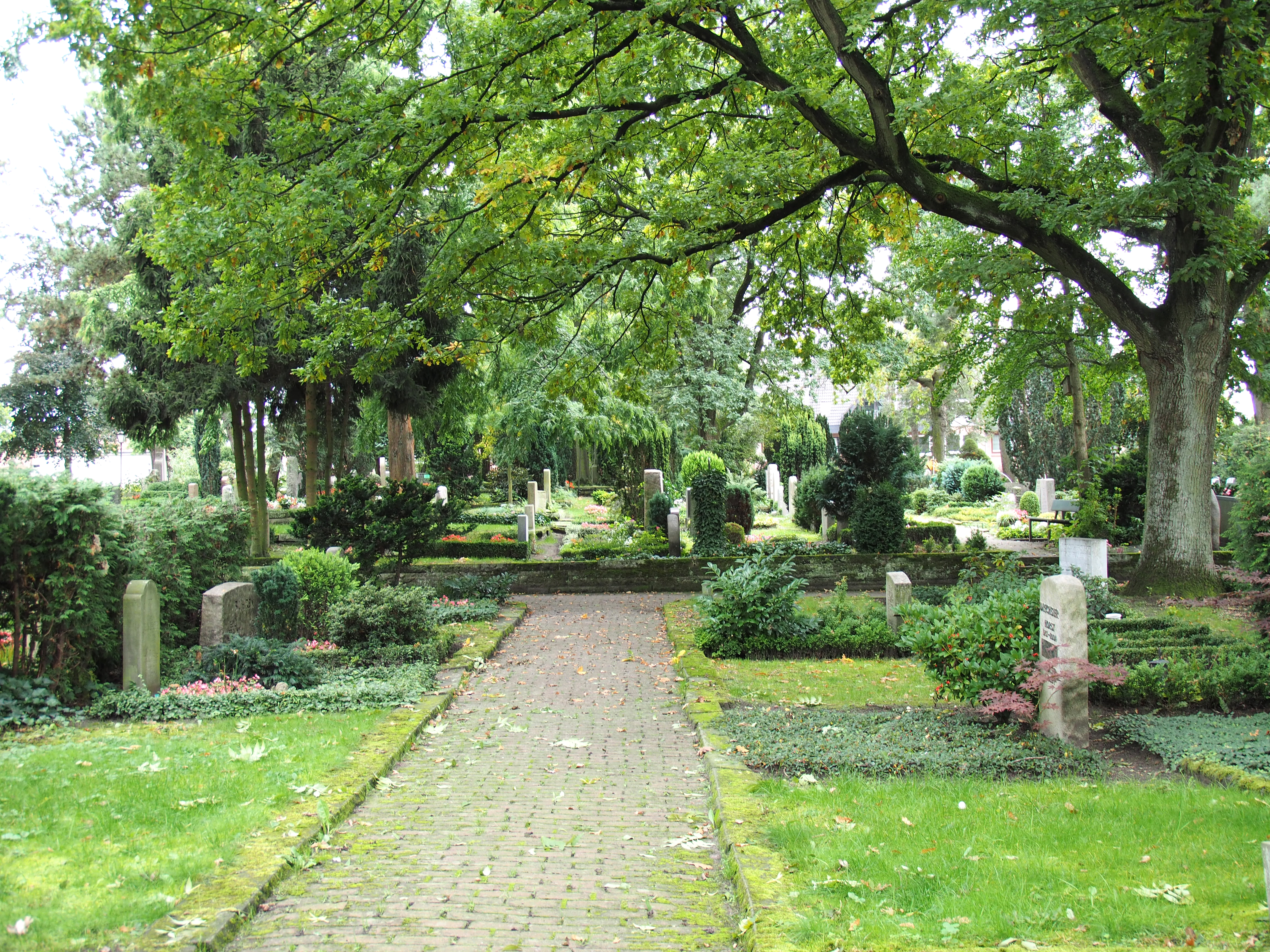
Gräber und historischer Baumbestand auf dem Kirchhof

Der Neuenhäusener Kirchhof in Celle, auch Neuenhäuser Kirchhof, ist ein Ende des 17. Jahrhunderts angelegter Friedhof im heutigen Celler Stadtteil Neuenhäusen an der Kirchstraße. Ein Teil des Geländes an der Kirchstraße umfasst das größte geschlossene Plattengräberfeld in Norddeutschland.

## Geschichte und Gebäude
Das Gelände des Kirchhofs übereignete der Geog Wilhelm, Herzog von Braunschweig-Lüneburg in den 1680er-Jahren der Gemeinde Neuenhäusen. Ab 1689 wurden die ersten Bestattungen vorgenommen. Im 18. Jahrhundert erfolgten mehrere Erweiterungen, eine weitere Erweiterung 1936.
1710–1711 wurde an der Kirchstraße eine kleine barocke Kapelle in Fachwerkbauweise errichtet, die 1751 umgebaut und 1864–1866 unter Mitwirkung von Conrad Wilhelm Hase von der neugotischen Neuenhäuser Kirche ersetzt wurde. Südlich hinter der Kirche befindet sich eine 1963 nach Plänen des Celler Architekten Wolf Dieter Wockenfuß erbaute Friedhofskapelle.

## Bedeutende Grabstätten (Auswahl)
Von überregionaler Bedeutung ist der im vorderen (nördlichen) Teil erhaltene Plattengräber-Friedhof, das sogenannte Adelsfeld, das aus 163 direkt aneinander gemauerten Grüften aus dem 18. und 19. Jahrhundert besteht, die mit waagerecht liegenden Steinplatten geschlossen sind. Darauf sind die Namen, Lebensdaten und Wappen der Verstorbenen eingemeißelt.
- Jacques de La Fontaine (vor 1675–1732), französischer Gobelinwirker und Hoftapezierer[8]
- Christoph Chappuzeau (1656–1732), beigesetzt auf dem „Neuwenhäuser Kirchhof“[9]

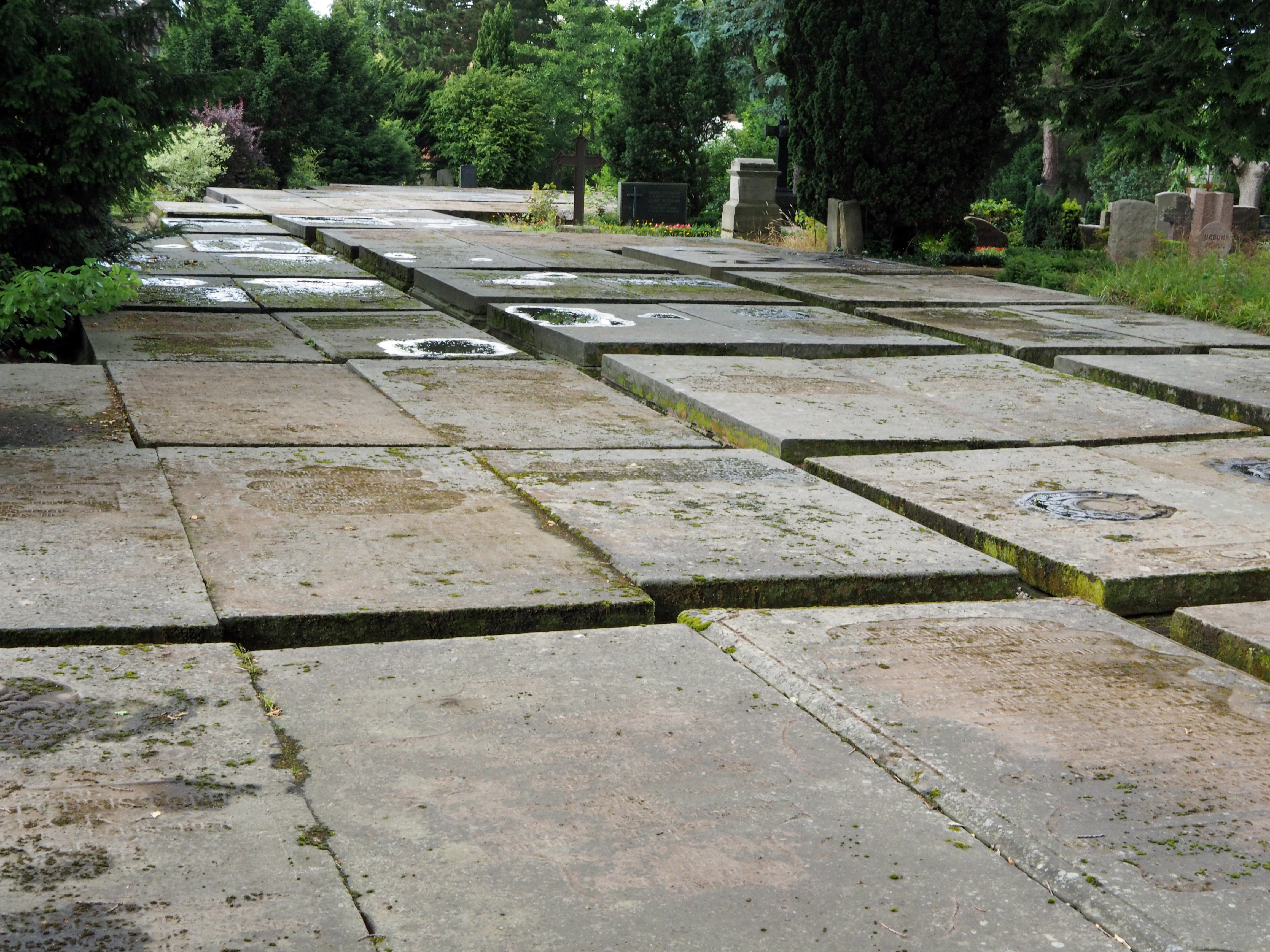
Detail des Plattengräberfelds
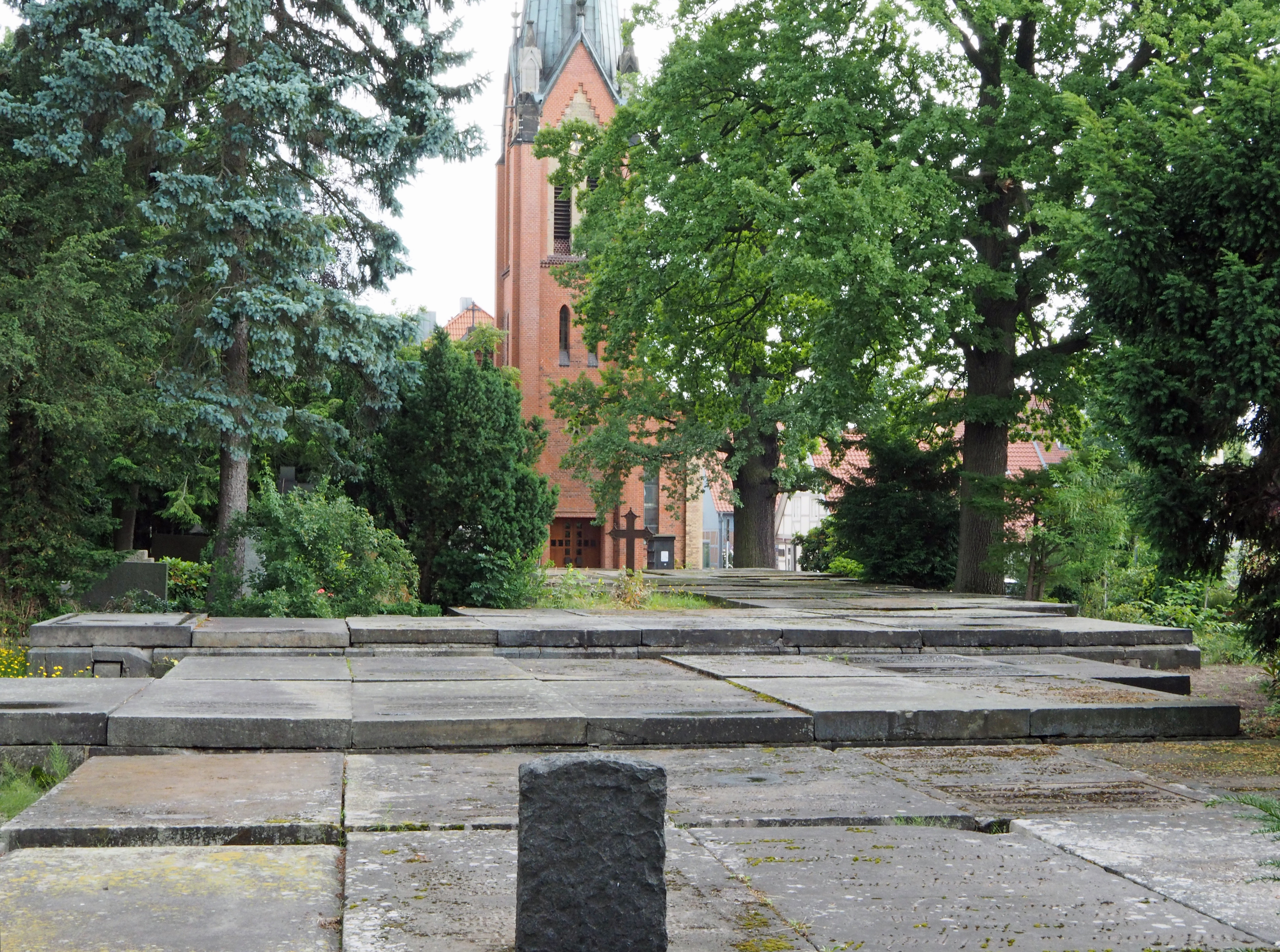
Plattengräberfeld mit dem Turm der Neuenhäusener Kirche im Hintergrund
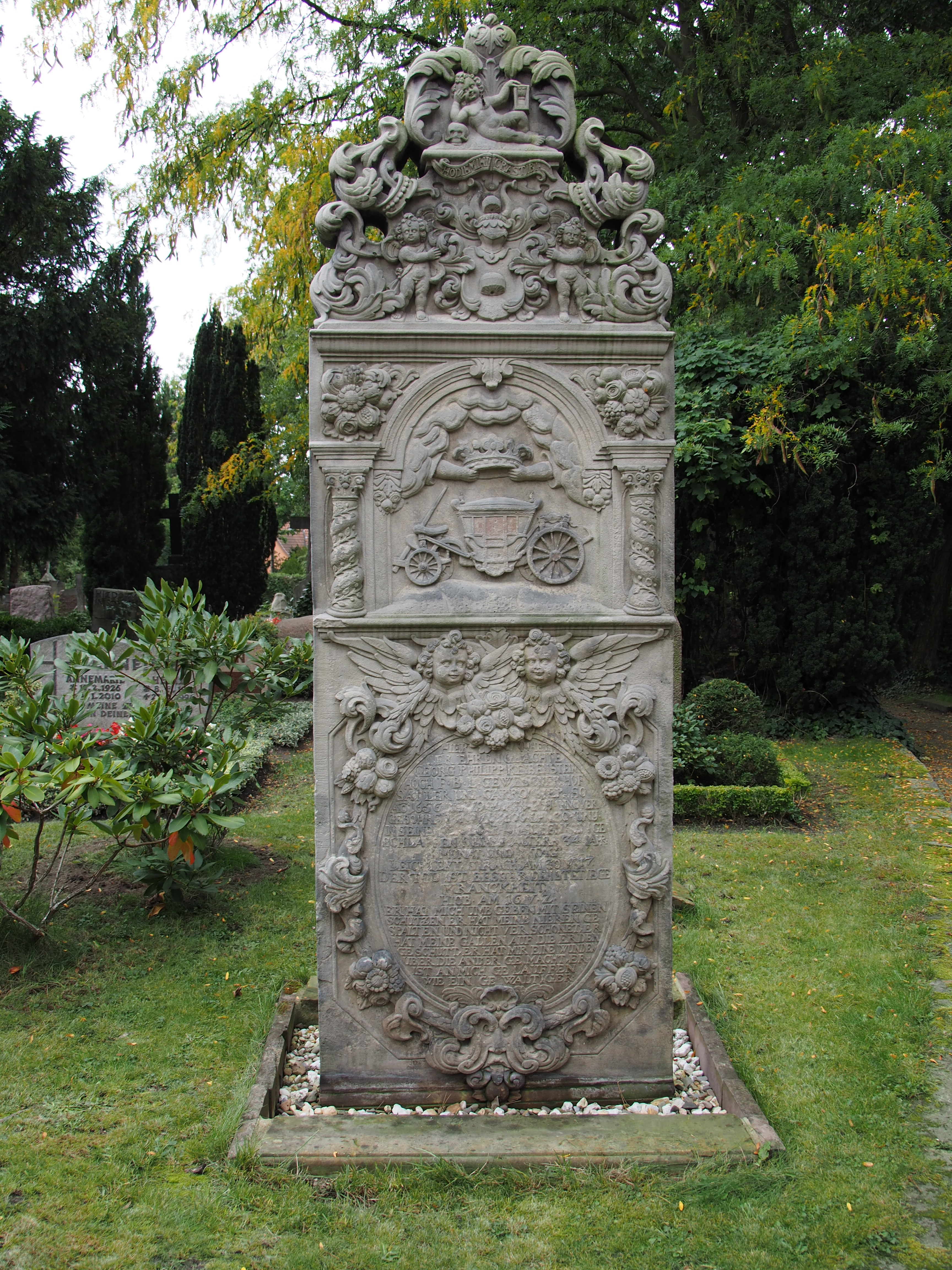
Barocke Grabstele für Georg Philipp Reibenstein
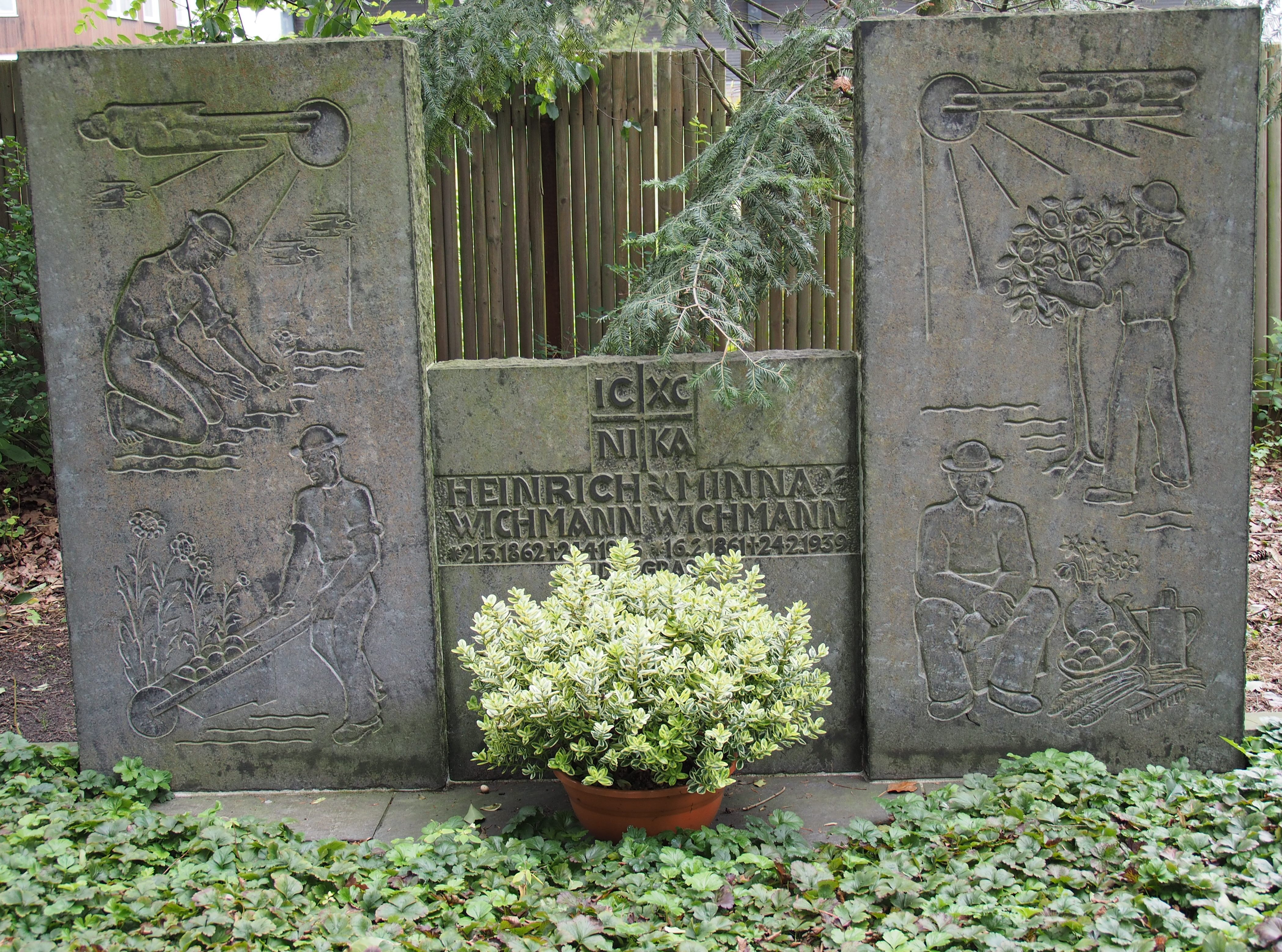
Grabmal für den Architekten Heinrich Wichmann

## Sonstiges
Der Friedhof grenzt unmittelbar südlich an die 1928 nach Plänen von Otto Haesler errichtete Wohnhausgruppe Waack (Schackstraße 3/3A, 4/4A).